# Cassiano de Ímola
Cassiano, ou São Cassiano de Ímola foi bispo de Bréscia, no século IV e é considerado santo pelos Cristãos. Não se deve confundir, contudo, com São João Cassiano, abade da Abadia de São Vítor, em Marselha, que morreu em 433.
Pouco se sabe da sua vida, ainda que relatos, que fazem parte da tradição cristã, convirjam em alguns detalhes sobre o seu martírio. Foi mestre-escola em Ímola, onde ensinava taquigrafia como forma de ensinar os preceitos religiosos cristãos sem que os seus perseguidores compreendessem o que estava escrito. Como se recusou a fazer sacrifícios aos deuses romanos, como tinha sido ordenado pelo imperador Juliano, o Apóstata, foi condenado à morte e a sua sorte entregue aos seus próprios alunos, que o odiavam pela sua severidade. Os alunos vingaram-se, então, torturando-o, preso a uma estaca, usando o material que usavam nas aulas. Cravaram-lhe no corpo os estilos de ferro com que escreviam nas tábuas de madeira e cera, depois de lhe terem partido estas nas costas. Alguns autores datam a sua morte durante o reinado de Diocleciano. O seu martírio é comemorado pela Igreja Católica a 13 de Agosto de 363 e é considerado o patrono dos taquígrafos (estenógrafos) e da Cidade do México. Também é patrono das cidades de Imola, San Casciano in Val di Pesa, Las Galletas (Tenerife).